# Пекарш, Александр Иванович
Алекса́ндр Ива́нович Пекарш (род. 30 мая 1955, Кинель, Кинельский район, Куйбышевская область, РСФСР, СССР) — российский инженер, авиаконструктор, директор Комсомольского-на-Амуре авиационного завода имени Ю. А. Гагарина с 2006 года по 2024 год. Герой Труда Российской Федерации (2022).

## Биография
Родился 30 мая 1955 года в городе Кинеле Куйбышевской области.
В 1978 году окончил Куйбышевский авиационный институт по специальности «авиационные двигатели», получив квалификацию инженера-механика. В том же году по направлению прибыл в Комсомольск-на-Амуре, поступив на авиационный завод, где последовательно работал мотористом, авиатехником, контрольным мастером, инженером по эксплуатации цеха № 21. В дальнейшем был заместителем начальника цеха № 7 (1987—1989), начальником цеха № 7 (1989—1996), заместителем главного инженера по производству (1996—2000), техническим директором — главным инженером (2000—2004), главным инженером (2004—2006).
В 2001—2003 годах учился в Академии народного хозяйства при Правительстве Российской Федерации по программе «менеджмент — международный бизнес» со специализацией в области стратегического менеджмента и предпринимательства, получив квалификацию мастера делового администрирования. В 2007 году получил учёную степень кандидата технических наук, защитив диссертацию на тему «Напряжённое состояние и прочность крыльевых панелей в процессе их формообразования для современных конструкций пассажирских самолётов».
В 2006 году стал генеральным директором авиационного завода. В том же году произошло авиационное происшествие с самолетом-амфибией Бе-103 в Хабаровске,. На самолете был пилот и Пекарш А.И. Сам Пекарш самостоятельно выбрался из кабины загоревшегося самолёта, получил ожоги более 15 процентов тела, в связи с чем был госпитализирован во 2-ю хабаровскую краевую больницу и некоторое время провёл в реанимации.
С 2013 года занимает пост заместителя генерального директора компании «Сухой» — директора филиала «Комсомольский-на-Амуре авиационный завод имени Ю. А. Гагарина». Под руководством Пекарша предприятие достигло значительных успехов, освоив выпуск истребителей «Су-35С» и «Су-30МКК», пассажирского самолёта «Сухой Суперджет 100». Возглавляет региональные отделения «Союза машиностроителей России» и «Союза работодателей России», является членом Президиума Хабаровского регионального политического совета партии «Единая Россия». Ведёт научную работу, является автором 50 статей и 15 монографий, возглавляет межфакультетскую базовую кафедру «Технологии, оборудование и автоматизация процессов и производств авиастроительного комплекса» в Комсомольском-на-Амуре государственном университете.

## Награды

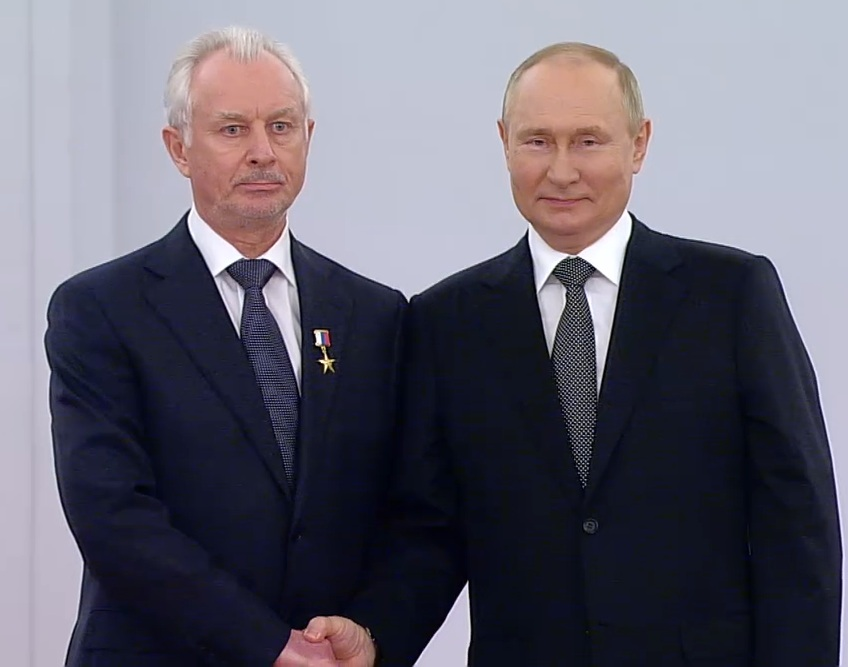
На вручении награды, 2022 год

- Звание «Герой Труда Российской Федерации» (2022 год) — за особые трудовые заслуги перед государством и народом[9]. Золотая медаль к званию вручена президентом Российской Федерации В. В. Путиным на церемонии в Георгиевском зале Большого Кремлёвского дворца в Москве в день России[10].
- Орден «За заслуги перед Отечеством» IV степени (2014 год)[11].
- Орден Почёта (2009 год) — за достигнутые трудовые успехи и многолетнюю добросовестную работу[12].
- Медаль ордена «За заслуги перед Отечеством» II степени (2001 год) — за большой вклад в развитие отечественного самолётостроения[4].
- Нагрудный знак «Отличник качества авиационной промышленности» (1996 год) — за обеспечение высокого качества продукции[1].
- Почетный знак «За заслуги» имени Н. Н. Муравьева-Амурского (2015 год)[13].

## Личная жизнь
Женат, двое сыновей.